# Kontiolahti
Kontiolahti (Zweeds: Kontiolax) is een gemeente in de Finse provincie Oost-Finland en in de Finse regio Noord-Karelië. De gemeente heeft een landoppervlakte van 799,64 km² en telt 15.157 inwoners (2022).

## Sport
In 1989 en 2015 zijn de Wereldkampioenschappen biatlon in Kontiolahti georganiseerd. Tevens worden er regelmatig wedstrijden voor de Wereldbeker biatlon gehouden. 

## Geboren in Kontiolahti
- Yrjö Väisälä (1891), meteoroloog en astronoom